# Kappa Pegasi
Kappa Pegasi oder oder κ Pegasi (in China früher Jih) ist ein Mehrfachstern im Sterbild Pegasi. Er befindet sich in einer Entfernung von etwas über 110 Lichtjahren. Das System besteht mindestens aus 3 Komponenten. Komponente A hat etwa 1,5 Sonnenmassen, Komponente Ba etwa 1,6 und Komponente Bb etwa 0,8. Die beiden letzten bilden zusammen einen spektroskopischen Doppelstern.